# Kazakhstan Future Series 2023
Die Kazakhstan Future Series 2023 im Badminton wurde vom 31. Mai bis zum 3. Juni 2023 in Schymkent ausgetragen. Es war die Erstauflage dieser Turnierserie.

## Sieger und Platzierte
| Disziplin    | Gold                             | Silber                             | Bronze                                    |
| ------------ | -------------------------------- | ---------------------------------- | ----------------------------------------- |
| Herreneinzel | Dmitriy Panarin                  | Lê Đức Phát                        | Dumindu Abeywickrama                      |
| Herreneinzel | Dmitriy Panarin                  | Lê Đức Phát                        | Abhishek Saini                            |
| Dameneinzel  | Jiya Rawat                       | Aalisha Naik                       | Nurani Ratu Azzahra                       |
| Dameneinzel  | Jiya Rawat                       | Aalisha Naik                       | Kamila Smagulova                          |
| Herrendoppel | Solomon Padiz Julius Villabrille | Abhyuday Choudhary Zhakuo Seyie    | Amrullo Bakhshullaev Artyom Savatyugin    |
| Herrendoppel | Solomon Padiz Julius Villabrille | Abhyuday Choudhary Zhakuo Seyie    | Jangir Ibraev Ilya Lysenko                |
| Damendoppel  | Nethania Irawan Fuyu Iwasaki     | Rutaparna Panda Swetaparna Panda   | Haya Almudarra Kadeeja Latheef            |
| Damendoppel  | Nethania Irawan Fuyu Iwasaki     | Rutaparna Panda Swetaparna Panda   | Kamila Smagulova Aisha Zhumabek           |
| Mixed        | Maxim Grinblat Anna Kirillova    | Khaitmurat Kulmatov Aisha Zhumabek | Mehad Shaikh Kadeeja Latheef              |
| Mixed        | Maxim Grinblat Anna Kirillova    | Khaitmurat Kulmatov Aisha Zhumabek | Yevgeniy Yevseyev Nargiza Rakhmetullayeva |